# Cavernas de Mercer
Las Cavernas de Mercer (en inglés: Mercer Caverns) se encuentran fuera de la localidad de Murphys en el condado de Calaveras parte del estado de California al oeste de los Estados Unidos. Ellas llevan el nombre del buscador de oro Walter J. Mercer que descubrió las cuevas alrededor de 1885 y presentó un reclamo. Ellas además fueron rebautizadas más tarde como cavernas. Las cavernas tienen un gran número de espeleotemas, estalactitas, estalagmitas y bajo la calcita y piedra caliza existen una serie de minerales aragonitas, que son CaCO3 puro.